# Otto Max Gäbel
Otto Max Gäbel (* 7. Dezember 1889 in Dresden als Max Otto Gäbel; † 13. April 1970 in Bischofswiesen) war ein deutscher Politiker (USPD, KPD) und von 1924 bis 1926 Abgeordneter des Sächsischen Landtages. 

## Leben
Er war der uneheliche Sohn der Dienstperson Maria Anna Gäbel, die später den Tiefbauarbeiter Majunke heiratete. Nach dem Schulbesuch war Gäbel bei der Eisenbahn beschäftigt, zuletzt als Eisenbahnschaffner. Er war früh in der Gewerkschaftsbewegung aktiv und wurde Mitglied der SPD. Im Jahr 1917 trat er zur USPD über und wurde Vorsitzender des Bezirks Ostsachsen. Er nahm am Spaltungsparteitag der USPD im Oktober 1920 in Halle und am Vereinigungsparteitag im Dezember des gleichen Jahres in Berlin teil, bei dem sich der linke Flügel der Partei der KPD anschloss. 
Von 1921 bis 1930 war Gäbel Mitglied der KPD-Bezirksleitung Ostsachsen und dort u. a. von 1926 bis 1928 Orgleiter. Im November 1921 wurde er als Spitzenkandidat der KPD in das Dresdner Stadtverordnetenkollegium gewählt. Diesem Gremium gehörte er bis zum Verbot der KPD im März 1933 an und war ab 1932 Vorsitzender der KPD-Gruppe. Im Dezember 1924 rückte er für den ausgeschiedenen KPD-Abgeordneten Otto Zipfel in den Sächsischen Landtag nach und gehörte ihm bis zum Ende der Wahlperiode 1926 an. 
Nach 1928 arbeitete Gäbel als Redakteur der Dresdner KPD-Zeitung Arbeiterstimme. In diesem Zusammenhang wurde er 1931 wegen Verleumdung der Direktion der Dresdner Straßenbahn zu einer mehrmonatigen Gefängnisstrafe verurteilt.
Im März 1933 emigrierte Gäbel in die Tschechoslowakei und war bis 1935 Leiter des Naturfreunde-Hauses in Dittersbach-Rennersdorf. Danach war er als Gelegenheitsarbeiter in Prag tätig und wanderte schließlich 1940 nach Bolivien aus, wo er als Kellner und Ziegelträger arbeitete. Im Exil war er nicht mehr für die KPD tätig. In Bolivien schloss er sich dem von tschechischen und österreichischen Emigranten betriebenen Klub „Amistad“ an. 
Später kehrte Gäbel nach Deutschland zurück und starb in Bischofswiesen (Oberbayern).